# Ајова Фолс (Ајова)
Ајова Фолс (енгл. Iowa Falls) град је у америчкој савезној држави Ајова. По попису становништва из 2010. у њему је живело 5.238 становника.

## Демографија
Према попису становништва из 2010. у граду је живело 5.238 становника, што је 45 (0,9%) становника више него 2000. године.
| Група             | 2000.         | 2010.         |
| Белци             | 5.032 (96,9%) | 4.802 (91,7%) |
| Афроамериканци    | 63 (1,2%)     | 142 (2,7%)    |
| Азијати           | 17 (0,3%)     | 39 (0,7%)     |
| Хиспаноамериканци | 54 (1,0%)     | 204 (3,9%)    |
| Укупно            | 5.193         | 5.238         |